# Frederico Aires
Frederico Aires (1887 - 1963) foi um pintor português.
Estudou na EBAL, onde foi aluno de Carlos Reis, que o ajudou a definir a sua integração na produção artística nacional, seguindo a via do tardo-naturalismo. Em 1917 juntou-se ao Grupo Ar-livre, participando activamente nas suas iniciativas. As suas paisagens e marinhas manifestam uma sensibilidade às variações cromáticas e ao estado atmosférico de cada local, o que as aproxima dos valores e das técnicas impressionistas, então internacionalmente divulgados e cada vez mais aceites, como critério de modernidade. Nos anos 30 afastou-se do meio artístico português ao instalar-se em Moçambique, onde vem a falecer.

## Obras
- Frescos e pinturas da tela da boca de cena do teatro Chaby Pinheiro na Nazaré[2]
- Paisagem com pastor e rebanho
- Justiça
- Praia
- Trecho de aldeia com figuras
- Paisagem - Figura feminina entre medas de feno
- Natureza morta - Pote de cobre e flores
- Paisagem
- Casa rural e mulher
- Manhã
- Aldeia africana com figura feminina
- Barcos em Caxinas